# Connect (Musikfestival)
Die Connect ist ein in Düsseldorf stattfindendes Musikfestival der elektronischen Tanzmusik.

## Geschichte
Die Connect wurde als Kooperation der europäischen Eventagenturen Monumental (Awakenings, Amsterdam Dance Event) aus Amsterdam sowie Cosmopop (Time Warp, Love Family Park, SEMF) aus Mannheim gegründet. Da Düsseldorf die geografische Mitte zwischen den Städten darstellt, wurde die Veranstaltung hier ausgerichtet. Die Premiere fand 2018 in der Messe in Düsseldorf statt. Ein Fortgang der Veranstaltung im Jahr 2019 wurde angekündigt. Zu Gast waren neben 20.000 Besuchern DJs wie Adam Beyer, Nina Kraviz, Amelie Lens, Joseph Capriati und Richie Hawtin.

## Übersicht
| Datum      | Veranstaltungsort | Line-Up |
| ---------- | ----------------- | --- |
| 13.10.2018 | Messe, Düsseldorf | Adam Beyer, Amelie Lens, Bart Skils, Charlotte de Witte, Chris Liebing, Dubfire, Jamie Jones, Job Jobse, Joris Voorn, Joseph Capriati, Kölsch, Len Faki, Loco Dice, Maceo Plex, Marcel Dettmann, Monika Kruse, Nina Kraviz, Pan-Pot, Ricardo Villalobos, Richie Hawtin, Rødhåd, Solomun   |
| 21.09.2019 | Messe, Düsseldorf | Adam Beyer, Amelie Lens, Boris Brejcha, Chris Liebing, Dax J, Enrico Sangiuliano, Helena Hauff, Joris Voorn, Joseph Capriati, La Fleur, Loco Dice, Maceo Plex, Marcel Fengler, Nina Kraviz, Pan-Pot, Peggy Gou, Rebekah, Reinier Zonneveld, Richie Hawtin, Solomun, Sven Väth, Tale Of Us |